# تمساح فیلیپین
تمساح فیلیپین (نام علمی: Crocodylus mindorensis) نام یک گونه از سرده گاندوها است.